# Уайт, Джо Джо
Джозеф Генри «Джо Джо» Уайт (англ. Joseph Henry «Jo Jo» White, 16 ноября 1946 года, Сент-Луис, Миссури, США — 16 января 2018 года, Бостон, Массачусетс, США) — американский профессиональный баскетболист, который выступал в Национальной баскетбольной ассоциации за команды «Бостон Селтикс», «Голден Стэйт Уорриорз» и «Канзас-Сити Кингз». Уайт входил в состав мужской сборной США по баскетболу на летних Олимпийских играх 1968 года, завоевав с командой золотую медаль. Будучи семикратным участником Матча всех звёзд, Уайт установил рекорд «Селтикс», сыграв 488 игр подряд.
В 1982 году «Селтикс» вывели из обращения номер 10, под которым он играл. В 2015 году он был введен в Зал славы баскетбола.

## Биография

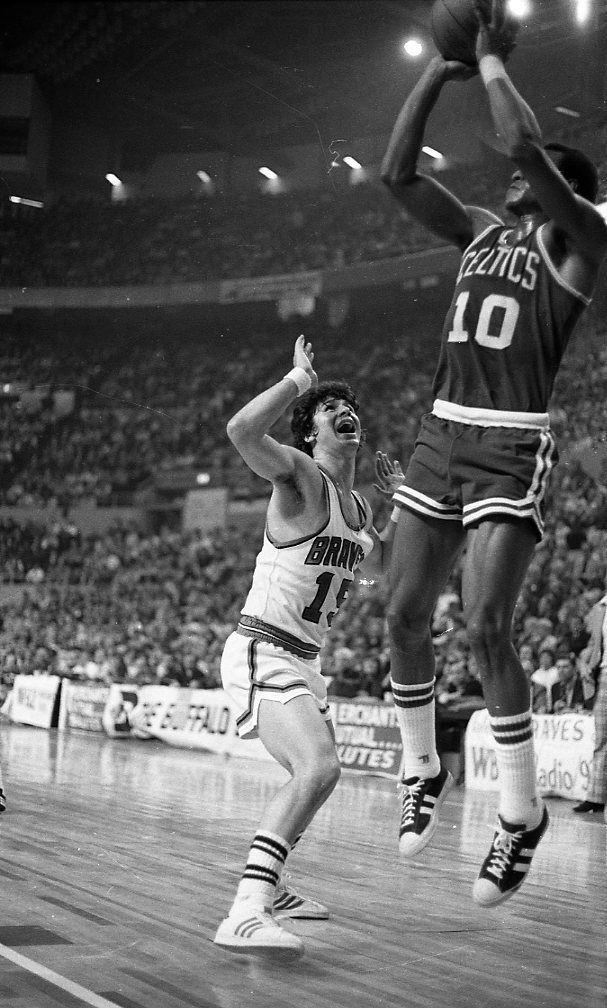
Уайт пытается забить

Уайт родился в Сент-Луис, Миссури. Его отец был священником. По окончании школы он выступал за баскетбольную команду Канзасского университета с которой дошёл до среднезападного регионального финала в турнире NCAA, где его команда проиграла Техасскому университету в Эль-Пасо. После университета он в составе национальной сборной США по баскетболу участвовал в Олимпийских играх 1968 года в Мехико, где его команда одержала 9 побед и ни разу не проиграла. В финале сборная США обыграла Югославию 65-50 и завоевала золотые медали. В 1967 году Уайт стал в составе сборной США чемпионом Панамериканских игр в Виннипеге.
Уайт был выбран на драфте НБА 1969 года под общим 9 номером клубом «Бостон Селтикс», который в то время выиграл свой 11 чемпионский титул за последние 13 лет. Однако перед тем, как Уайт прибыл в расположение команды, играющий тренер Билл Расселл объявил о завершении своей карьеры. Клуб начал перестройку, и Уайт, вместе с Дэйвом Коуэнсом и Джоном Хавличеком, стал одним из основных игроков обновлённой команды. Уайт стал одним из первых игроков, который отыграл все 82 игры регулярного чемпионата 5 сезонов подряд.
Вместе с командой Уайт завоевал два чемпионских титула в 1974 и 1976 годах, а в 1976 был назван самым ценным игроком финала.
В 1979 году Уайт был обменян в «Голден Стэйт Уорриорз», а позже перешёл в «Канзас-Сити Кингз» и в 1981 году завершил свою игровую карьеру. 9 апреля 1982 года баннер с его номером 10 был поднят под крышей «Бостон-гарден» и закреплён за ним.
Скончался 16 января 2018 года.

## Статистика

### Статистика в НБА
| Сезон                                                                                    | Команда      | Регулярный сезон | Регулярный сезон | Регулярный сезон | Регулярный сезон | Регулярный сезон | Регулярный сезон | Регулярный сезон | Регулярный сезон | Регулярный сезон | Регулярный сезон | Регулярный сезон | Серия плей-офф | Серия плей-офф | Серия плей-офф | Серия плей-офф | Серия плей-офф | Серия плей-офф | Серия плей-офф | Серия плей-офф | Серия плей-офф | Серия плей-офф | Серия плей-офф |
| Сезон                                                                                    | Команда      | GP               | GS               | MPG              | FG%              | 3P%              | FT%              | RPG              | APG              | SPG              | BPG              | PPG              | GP             | GS             | MPG            | FG%            | 3P%            | FT%            | RPG            | APG            | SPG            | BPG            | PPG            |
| ---------------------------------------------------------------------------------------- | ------------ | ---------------- | ---------------- | ---------------- | ---------------- | ---------------- | ---------------- | ---------------- | ---------------- | ---------------- | ---------------- | ---------------- | -------------- | -------------- | -------------- | -------------- | -------------- | -------------- | -------------- | -------------- | -------------- | -------------- | -------------- |
| 1969/70                                                                                  | Бостон       | 60               |                  | 22,1             | 45,2             |                  | 82,2             | 2,8              | 2,4              |                  |                  | 12,2             | Не участвовал  | Не участвовал  | Не участвовал  | Не участвовал  | Не участвовал  | Не участвовал  | Не участвовал  | Не участвовал  | Не участвовал  | Не участвовал  | Не участвовал  |
| 1970/71                                                                                  | Бостон       | 75               |                  | 37,2             | 46,4             |                  | 79,9             | 5,0              | 4,8              |                  |                  | 21,3             | Не участвовал  | Не участвовал  | Не участвовал  | Не участвовал  | Не участвовал  | Не участвовал  | Не участвовал  | Не участвовал  | Не участвовал  | Не участвовал  | Не участвовал  |
| 1971/72                                                                                  | Бостон       | 79               |                  | 41,3             | 43,1             |                  | 83,1             | 5,6              | 5,3              |                  |                  | 23,1             | 11             |                | 39,3           | 49,5           |                | 83,3           | 5,4            | 5,3            |                |                | 23,5           |
| 1972/73                                                                                  | Бостон       | 82               |                  | 39,6             | 43,1             |                  | 78,1             | 5,0              | 6,1              |                  |                  | 19,7             | 13             |                | 44,8           | 45,0           |                | 90,7           | 4,2            | 6,4            |                |                | 24,5           |
| 1973/74                                                                                  | Бостон       | 82               |                  | 39,5             | 44,9             |                  | 83,7             | 4,3              | 5,5              | 1,3              | 0,3              | 18,1             | 18             |                | 42,5           | 42,6           |                | 73,9           | 4,2            | 5,4            | 0,8            | 0,1            | 16,6           |
| 1974/75                                                                                  | Бостон       | 82               |                  | 39,3             | 45,7             |                  | 83,4             | 3,8              | 5,6              | 1,6              | 0,2              | 18,3             | 11             |                | 42,0           | 44,1           |                | 81,8           | 4,5            | 5,7            | 1,0            | 0,4            | 20,6           |
| 1975/76                                                                                  | Бостон       | 82               |                  | 39,7             | 44,9             |                  | 83,8             | 3,8              | 5,4              | 1,3              | 0,2              | 18,9             | 18             |                | 43,9           | 44,5           |                | 82,1           | 3,9            | 5,4            | 1,3            | 0,1            | 22,7           |
| 1976/77                                                                                  | Бостон       | 82               |                  | 40,6             | 42,9             |                  | 86,9             | 4,7              | 6,0              | 1,4              | 0,3              | 19,6             | 9              |                | 43,9           | 45,3           |                | 84,8           | 4,3            | 5,8            | 1,6            | 0,0            | 23,3           |
| 1977/78                                                                                  | Бостон       | 46               |                  | 35,7             | 41,9             |                  | 85,8             | 3,9              | 4,5              | 1,1              | 0,2              | 14,8             | Не участвовал  | Не участвовал  | Не участвовал  | Не участвовал  | Не участвовал  | Не участвовал  | Не участвовал  | Не участвовал  | Не участвовал  | Не участвовал  | Не участвовал  |
| 1978/79                                                                                  | Бостон       | 47               |                  | 31,0             | 42,8             |                  | 88,8             | 2,7              | 4,6              | 1,1              | 0,1              | 12,5             | Не участвовал  | Не участвовал  | Не участвовал  | Не участвовал  | Не участвовал  | Не участвовал  | Не участвовал  | Не участвовал  | Не участвовал  | Не участвовал  | Не участвовал  |
| 1978/79                                                                                  | Голден Стэйт | 29               |                  | 30,4             | 47,5             |                  | 87,0             | 2,5              | 4,6              | 0,9              | 0,1              | 12,3             | Не участвовал  | Не участвовал  | Не участвовал  | Не участвовал  | Не участвовал  | Не участвовал  | Не участвовал  | Не участвовал  | Не участвовал  | Не участвовал  | Не участвовал  |
| 1979/80                                                                                  | Голден Стэйт | 78               |                  | 26,3             | 47,6             | 16,7             | 85,1             | 2,3              | 3,1              | 1,1              | 0,2              | 9,9              | Не участвовал  | Не участвовал  | Не участвовал  | Не участвовал  | Не участвовал  | Не участвовал  | Не участвовал  | Не участвовал  | Не участвовал  | Не участвовал  | Не участвовал  |
| 1980/81                                                                                  | Канзас-Сити  | 13               |                  | 18,2             | 43,9             | -                | 61,1             | 1,6              | 2,8              | 0,8              | 0,1              | 6,4              | Не участвовал  | Не участвовал  | Не участвовал  | Не участвовал  | Не участвовал  | Не участвовал  | Не участвовал  | Не участвовал  | Не участвовал  | Не участвовал  | Не участвовал  |
|                                                                                          | Всего        | 837              |                  | 35,8             | 44,4             | 16,7             | 83,4             | 4,0              | 4,9              | 1,3              | 0,2              | 17,2             | 80             |                | 42,9           | 44,9           |                | 82,8           | 4,4            | 5,7            | 1,1            | 0,1            | 21,5           |
| Наведите курсор мыши на аббревиатуры в заголовке таблицы, чтобы прочесть их расшифровку. |              |                  |                  |                  |                  |                  |                  |                  |                  |                  |                  |                  |                |                |                |                |                |                |                |                |                |                |                |